# Schramberg
Schramberg là một thị trấn thuộc huyện Rottweil, bang Baden-Württemberg, Đức. Nơi đây nằm ở phía đông dãy núi Rừng Đen, cách Rottweil 25 km về phía tây bắc. Dân số vào khoảng 22,000 người.